# Hesperocyoninae
Gli esperocionini (Hesperocyoninae, Martin, 1989) sono una sottofamiglia di canidi estinti che vissero in Nordamerica dall'Eocene superiore fino al Miocene medio, durando quasi 25 milioni di anni. È la stirpe di canidi più antica, e probabilmente diede luce alle altre sottofamiglie: i borofagini estinti e i canini odierni. Tutti gli esperocionini dispongono di carnassiali inferiori a forma cuneo e molari superiori sottili. Contrariamente ai borofagini e ai canini, gli esperocionini sono quasi tutte specie ipercarnivore (animali con diete composte al 75 per cento di carne).
Secondo un'analisi dei reperti fossili dei mammiferi carnivori nordamericani, l'estinzione degli esperocionini fu dovuta alla concorrenza con i felidi e i borofagini.

## Storia evolutiva
Gli esperocionini ebbero origine circa 40 milioni di anni fa, durante l'Eocene superiore, evolvendosi da una popolazione arcaica di miacidi. Il genere Prohesperocyon fu probabilmente il primo canide, distinguendosi dai suoi antenati con lo sviluppo delle bolle timpaniche, che servirono a proteggere l'orecchio medio.
Alla fine dell'Eocene, 37 milioni di anni fa, fece la sua apparizione il genere Hesperocyon, un canide grande quanto una volpe. Disponeva ancora di tratti primitivi come cinque dita sulle zampe, una postura ancora parzialmente plantigrada, e riteneva comportamenti arboricoli. Questo genere fu di grande successo e, durante l'Oligocene inferiore (34 milioni di anni fa), diede luce a numerosi generi nuovi, fra cui Archaeocyon, antenato dei borofagini, e Leptocyon, l'avo dei canini, che includono tutte le specie odierne.
Un ulteriore gruppo ad emergere contemporaneamente fu il clade di Mesocyon-Sunkahetanka-Enhydrocyon, che divenne il gruppo di esperocionini più diversificati, con 11 specie. I membri di questo clade dimostrarono un progressivo incremento di grandezza corporea e adattamenti all'ipercarnivorismo. I premolari infatti si irrobustirono fino al punto da poter frantumare le ossa, e i carnassiali si affilarono. I primi di questo gruppo ad emergere furono i mesocioni, predatori grandi quanto i coyote moderni e i primi canidi a specializzarsi a una dieta predominantemente carnivora. L'apice di questa evoluzione verso l'ipercarnivorismo è rappresentata dall'enidrocione, il primo canide in grado sia di ottenere grandi dimensioni, che assumere il ruolo di predatore alfa nel suo ecosistema. Producendo solo quattro specie indigene del Nordamerica occidentale, il genere si estinse durante il Miocene, 22 milioni di anni fa.
L'ultima stirpe di questo gruppo, Osbornodon, che includeva la specie di esperocionino più grande, si era adattata a una dieta onnivora simile a quella dei borofagini e dei canini moderni. Gli esperocionini in questo periodo stavano attraversando un periodo di declino, dato che si trovavano in concorrenza con i loro cugini borofagini, che si erano evoluti parallelamente in predatori di taglia grossa. L'arrivo dei felidi e dei barbofelidi dall'Asia esacerbò la situazione. Con la scomparsa di Osbornodon, 15 milioni di anni fa, gli esperocionini si estinsero, permettendo così ai borofagini di prendere il sopravvento.

## Classificazione
Questo cladogramma mostra la posizione filogenetica degli esperocionini entro i caniformi secondo un'analisi dei reperti fossili svolta nel 2009:
|  | †Hesperocyoninae                                                                                            |
|  | |
|  | \| \| †Borophaginae \| \| \| \| \| \| Caninae (tutti i canidi odierni e i loro parenti estinti) \| \| \| \| |
|  | |
|  | †Borophaginae                                                                                               |
|  | |
|  | Caninae (tutti i canidi odierni e i loro parenti estinti)                                                   |
|  | |

|  | †Borophaginae                                             |
|  |                                                           |
|  | Caninae (tutti i canidi odierni e i loro parenti estinti) |
|  |                                                           |

|  | †Hesperocyoninae                                                                                            |
|  | |
|  | \| \| †Borophaginae \| \| \| \| \| \| Caninae (tutti i canidi odierni e i loro parenti estinti) \| \| \| \| |
|  | |
|  | †Borophaginae                                                                                               |
|  | |
|  | Caninae (tutti i canidi odierni e i loro parenti estinti)                                                   |
|  | |

|  | †Borophaginae                                             |
|  |                                                           |
|  | Caninae (tutti i canidi odierni e i loro parenti estinti) |
|  |                                                           |

|  | †Hesperocyoninae                                                                                            |
|  | |
|  | \| \| †Borophaginae \| \| \| \| \| \| Caninae (tutti i canidi odierni e i loro parenti estinti) \| \| \| \| |
|  | |
|  | †Borophaginae                                                                                               |
|  | |
|  | Caninae (tutti i canidi odierni e i loro parenti estinti)                                                   |
|  | |

|  | †Borophaginae                                             |
|  |                                                           |
|  | Caninae (tutti i canidi odierni e i loro parenti estinti) |
|  |                                                           |

|  | †Hesperocyoninae                                                                                            |
|  | |
|  | \| \| †Borophaginae \| \| \| \| \| \| Caninae (tutti i canidi odierni e i loro parenti estinti) \| \| \| \| |
|  | |
|  | †Borophaginae                                                                                               |
|  | |
|  | Caninae (tutti i canidi odierni e i loro parenti estinti)                                                   |
|  | |

|  | †Borophaginae                                             |
|  |                                                           |
|  | Caninae (tutti i canidi odierni e i loro parenti estinti) |
|  |                                                           |